# Acme Motor Carriage & Machinery
Acme Motor Carriage & Machinery Co. Ltd. war ein kanadischer Hersteller von Automobilen.

## Unternehmensgeschichte
Das Unternehmen wurde 1910 in Hamilton zur Produktion von Automobilen und Nutzfahrzeugen gegründet. Der Markenname lautete Acme. Im Folgejahr endete die Produktion.

## Fahrzeuge
Das einzige Modell 30 HP war ein Tourenwagen. Der Motor wurde aus den USA importiert.